# Петко Теодоров
Петко Иванов Теодоров е български минен инженер и политик от Народната партия.

## Биография
Петко Теодоров е роден в Елена през 1869 г. Негов по-голям брат е на политикът Теодор Теодоров.
През юни-юли 1911 година Теодоров е народен представител в V велико народно събрание. Между 25 февруари 1914 и 31 март 1915 година е кмет на София. През този период общината изгражда жилища за бедни в „Ючбунар“, удвоява трамвайната линия по булевард „Дондуков“ и завършва едно училище.
През 1914 година Теодоров купува къщата на архитект Георги Фингов на улица „Шипка“ № 38.
Петко Теодоров умира през 1938 г. в София.